# 道の駅クロスロードみつぎ
道の駅クロスロードみつぎ（みちのえき クロスロードみつぎ）は、広島県尾道市御調町にある国道486号の道の駅である。

## 概要
尾道市の指定管理施設で運営会社は株式会社みつぎ交流館。

## 沿革
2001年（平成13年）に登録され、2002年（平成14年）に開駅。

### 年表
- 2001年（平成13年）8月21日 - 道の駅に登録。
- 2002年（平成14年）11月9日 - 開駅。
- 2015年（平成27年）
  - 1月30日 - 地方創生の拠点として「地元高校と連携し新商品の開発、地元企業や農業への就労を促す」を理由に重点「道の駅」に選定[1][2]。
  - 4月16日 - リニューアル[3]。

## 施設
- レストラン（そば処とんぼ）
  - お蕎麦、天ぷら

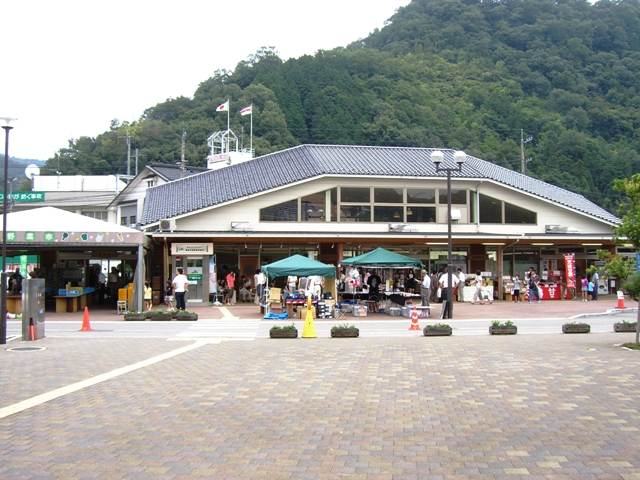
駅舎外観

  - 11:00 - 15:00（LO 14:30）

土日祝日11:00-17:00(LO16:30)
- 物産売店（ほっとマルシェ）
  - 9:00 - 18:00
- 野菜市
  - 9:00 - 17:00

上記3施設は、年末年始12月31日、1月1日が定休日
- 休憩所
- 情報コーナー
- 乳幼児用施設 : ベビーベッド
- 駐車場
  - 普通車 : 71台（うち身体障害者用 : 3台）
  - 大型車 : 5台
  - 屋根付きバイク専用
  - 屋根付き自転車専用
  - サイクルスタンド
- バスターミナル
- 公衆トイレ
- 公衆電話
- 郵便ポスト（三原郵便局）
- JAバンクATMコーナー（JA尾道市）

### 隣接施設

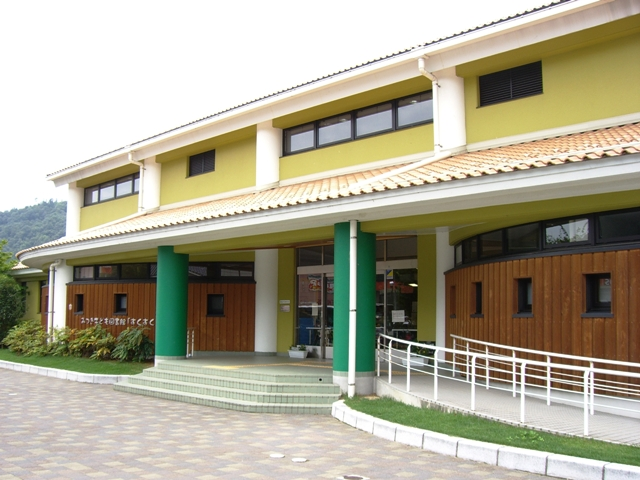
みつぎ子ども図書館「すくすく」

- いきいき公園 ＆ 芝広場 : 子供広場、子供遊具施設
- みつぎ子ども図書館「すくすく」

また、施設に隣接してガソリンスタンドがある。

## アクセス
- 国道486号（山陽ふるさと街道） - 登録路線
  - 岡山県総社市 - 倉敷市真備町 - 井原市 - 広島県福山市神辺町 - 府中市 - 尾道北IC（尾道自動車道） - クロスロードみつぎ - 三原久井IC（山陽自動車道） - 三原市大和町 - 東広島市豊栄町方面
- 国道184号 大田交差点 （尾道市御調町大田）[4]
  - 尾道 - 尾道IC（山陽自動車道） - クロスロードみつぎ - 世羅町 甲山 - 三次市吉舎 - 三良坂 - 三次方面
- 尾道自動車道 尾道北インターチェンジから国道486号で約5分 （尾道市御調町大町）
  - 尾道JCT（山陽自動車道） - 尾道北IC - 世羅IC - 三次東JCT（三次東IC / 中国自動車道 / 松江自動車道）方面

### バスターミナル
本施設にはバスターミナルが併設されている。高速バスおよび尾道市御調町に発着または経由するすべての一般路線が乗り入れており、尾道市御調町を代表するバスターミナルとなっている。なお、停留所の名称はクロスロードみつぎである。

#### 高速バス
- リードライナー（中国バス・広島交通） 広島 - 御調 - 府中
  - 広島バスセンター - 新白島駅 - 不動院 - 中筋駅 - 高坂BS - 三原久井 - クロスロードみつぎ - 府中営業所 - 道の駅びんご府中
- エトワールセト号（中国バス・小田急ハイウェイバス） 運休中
  - 三原駅・尾道駅・府中・福山駅 - 東京新宿

#### 路線バス
中国バス運行の路線バスが乗り入れている。
- 尾道 - 三成 - 市 - 甲山線
  - 尾道駅、新尾道駅、三成方面
  - 甲山方面
- 福山 - 市 - 如水館線
  - 福山駅、新市駅前、府中駅前方面
  - 如水館方面
- 金丸 - 市 - 如水館線
  - 金丸車庫、新市駅前、府中駅前方面
  - 如水館方面

#### 送迎バス
尾道ふれあいの里
道の駅クロスロードみつぎ - 尾道ふれあいの里

## 周辺

### 公共施設
- 尾道市役所御調支所 （御調町市）
- 尾道市役所市公民館　（御調町市）
- 御調町民体育館　（御調町市）
- みつぎいこい会館　（御調町大田）
- 尾道警察署御調駐在所　（御調町大田）
- 尾道市消防局尾道消防署御調分署　（御調町大田）
- 御調郵便局　（御調町大田）
- 広島銀行御調支店　（御調町大田）
- 広島県立御調高等学校 （御調町神）
- 尾道市立御調中央小学校　（御調町市）

### 観光
- 照源寺（尾道市御調町神） - 浄土真宗の寺院で備後真宗三大寺院の一つ[6]。
- 圓鍔勝三彫刻美術館[7] - 圓鍔勝三は御調町出身。文化勲章受章。
- 御調歴史民俗資料館 - 建物は旧河内村役場、尾道市重要文化財に指定。2017年時点で休館中[8]。
- 尾道ふれあいの里（尾道市御調町高尾）……天然温泉、宿泊施設[9]。

## その他
- 2014年10月にテレビ朝日系で放送された土曜ワイド劇場「タクシードライバーの推理日誌35・分かれ道の乗客 瀬戸内尾道〜“道の駅”連続殺人事件〜」のロケで使用された。